# II. Joscelin edesszai gróf
II. Joscelin (? – Aleppó, 1159) az Edesszai Grófság utolsó uralkodója volt, 1131–1150 között. Uralkodása a szomszédos muszlim uralkodók elleni állandó harccal telt el, míg végül, 1144-ben elvesztette Edesszát Núr ad-Dín Mahmúd aleppói emír javára. Habár 1146-ban - a város örmény lakosságának segítségével sikerült két hónapra visszafoglalnia, novemberben végleg elvesztette, ezzel az Edesszai Grófság sorsa végleg megpecsételődött. Joscelin 1150-ben, egy Núr ad-Dín elleni hadjárat idején fogságba került, aki megvakíttatta a grófot és az aleppói erőd börtönébe zárta. Itt is halt meg, 1159-ben.

## Élete, uralkodása
Joscelin fiatalkoráról keveset lehet tudni. 1124-ben egy, az apja, I. Joscelin és II. Balduin jeruzsálemi király közti konfliktus miatt túszként került Balduin udvarába, itt tartózkodott apja 1131-ben bekövetkező halálakor is.
Joscelin, 1131-es hatalomra kerülését követően, Rajmund antiochiai fejedelem és II. Jóannész bizánci császár szövetségében részt vett egy, Imád ad-Dín Zangi aleppói atabég elleni hadjáratban, mely Szajzar sikertelen ostromába torkollott. A sikertelen hadjárat azt eredményezte, hogy Zangi atabég felújította támadásait az Edesszai Grófság szétzilálására. Joscelin 1143-ig, Fulko jeruzsálemi király haláláig, a Jeruzsálemi Királyság segítségével sikeresen védekezett, de Fulko halála belpolitikai válságba taszította a keresztes államot, így az edesszai gróf is szövetségesek nélkül maradt. Ennek következtében, Zangi 1144-ben sikeresen elfoglalta Edesszát, Joscelin pedig Turbesselbe tette át a székhelyét, ahonnan a grófság Eufrátesztől nyugatra lévő, még fennhatósága alatt lévő területeit igazgatta.
Zangi 1146-ban bekövetkező halála után, Joscelin ez év szeptemberében, a muszlim uralom ellen felkelt örmény lakosság segítségével sikeresen visszafoglalta Edesszát, de nem tudta megtartani Núr ad-Dín novemberben bekövetkező ellentámadása ellenében.
Habár 1147–1148 között a második keresztes hadjárat kiváltó oka Edessza eleste volt, a keresztes seregek Edessza helyett inkább Damaszkusz ellen vonultak, majd annak sikertelen ostroma után Joscelin végleg magára maradt. 1150-ben egy hadjárat alatt Núr ad-Dín fogságába esett, aki Aleppóba hurcolta őt, nyilvánosan megvakíttatta és tömlöcbe vetette. Az aleppói erőd tömlöcében halt meg, 1159-ben.

## Családja
Joscelinnek Béatrice d'Arménie-vel kötött házasságából két gyermeke született: Joscelin és Ágnes. Az előbbi apja halála után örökölte az ekkorra már névlegessé vált edesszai gróf címet, az utóbbi Amalrik jeruzsálemi királyhoz ment feleségül. Az ő házasságukból született Balduin és Szibilla, akik később mindketten a Jeruzsálemi Királyság uralkodói lettek.